# کارسون (کالیفرنیا)
کارسون (به انگلیسی: Carson) شهری در شهرستان لس‌آنجلس، کالیفرنیا ایالت کالیفرنیا است که در سرشماری سال ۲۰۱۰ میلادی، ۹۱۷۱۴ نفر جمعیت داشته است.